# Sirin

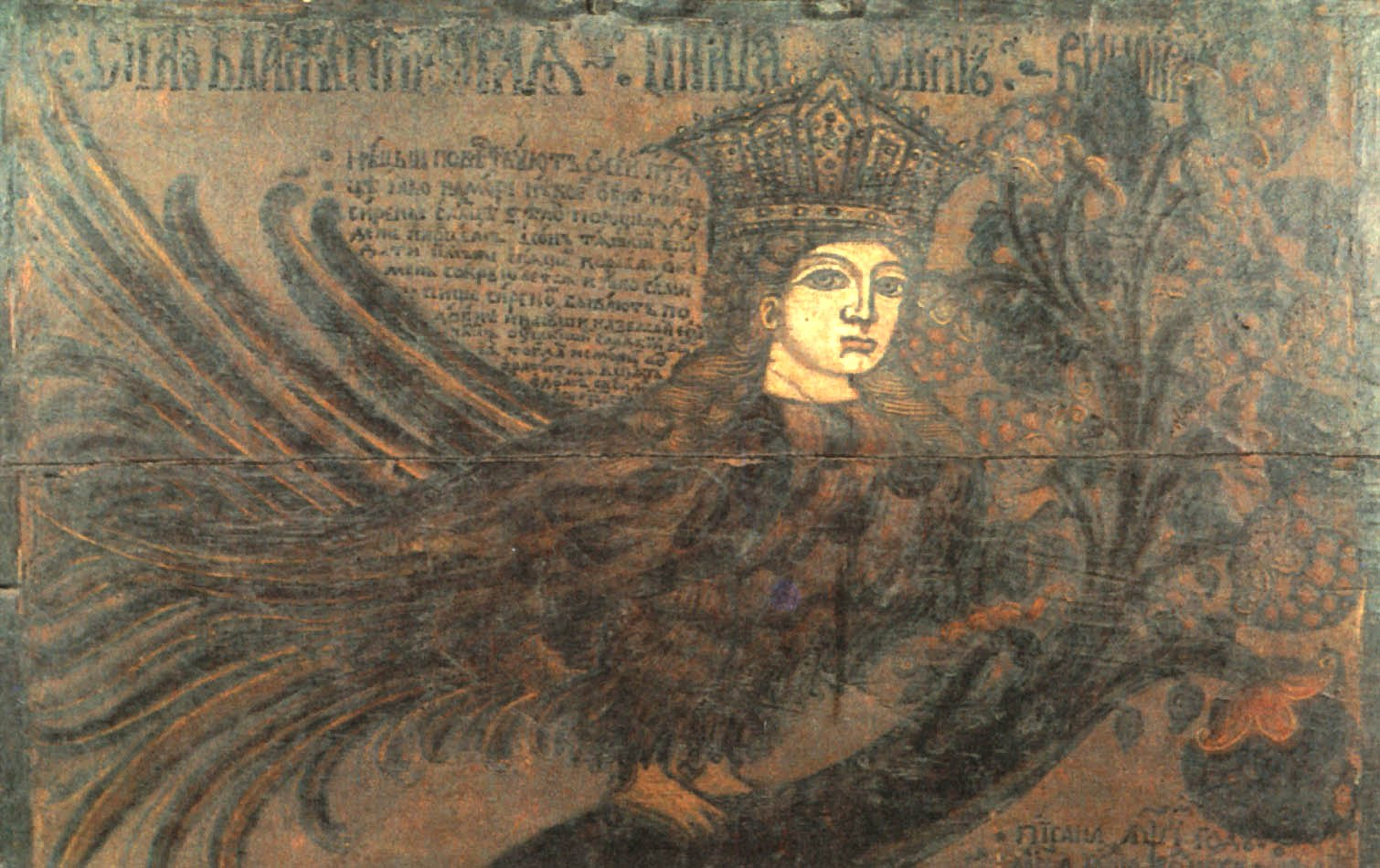
Sirin na keři vinné révy, Ruská malba z roku 1710

Sirin (rusky Сирин, z řeckého Σειρῆνες - Seirénes) je ruský výraz pro bájného tvora, nazývaného česky Siréna, s hlavou a hrudí ženy a tělem ptáka (obvykle sovy). V ruském prostředí existují první vyobrazení z 10. století.

## Původ
Tato stvoření mají původ v řeckých bájích o sirénách. Podle legend žila Sirin poblíž Edene nebo v okolí řeky Eufrat.
Sirin zpívala překrásné písně svatým a dokázala předpovídat budoucnost. Pro smrtelníky však byla nebezpečná – mnoho mužů, kteří slyšeli její zpěv, se ji vydalo následovat a nakonec zemřelo. Před zpěvem Sirin se lidé pokoušeli chránit zvoněním na zvonce a jiným hlukem, jenž měl ptáky vyplašit.
Objevuje se také v polské mytologii, kde se podobá víle.

## Zajímavosti
- Vladimir Nabokov napsal své rané prózy a básně pod pseudonymem Sirin.
- Ptáci Sirin, Gamajun a Alkonost – hrdinové písně „Kupola“ Vladimíra Vysockého.
- Rovněž jedna z písní Borise Grebenščikova se jmenuje „Sirin, Alkonost, Gamajun“.[1]
- Ptáci Sirin a Alkonost se objevují také v opeře Nikolaje Andrejeviče Rimského-Korsakova Pověst o neviditelném městě Kitěži a panně Fevronii.

## Galerie

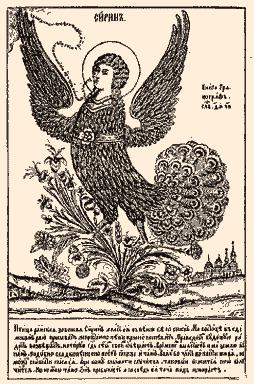
Sirin (pohlednice z 1908)
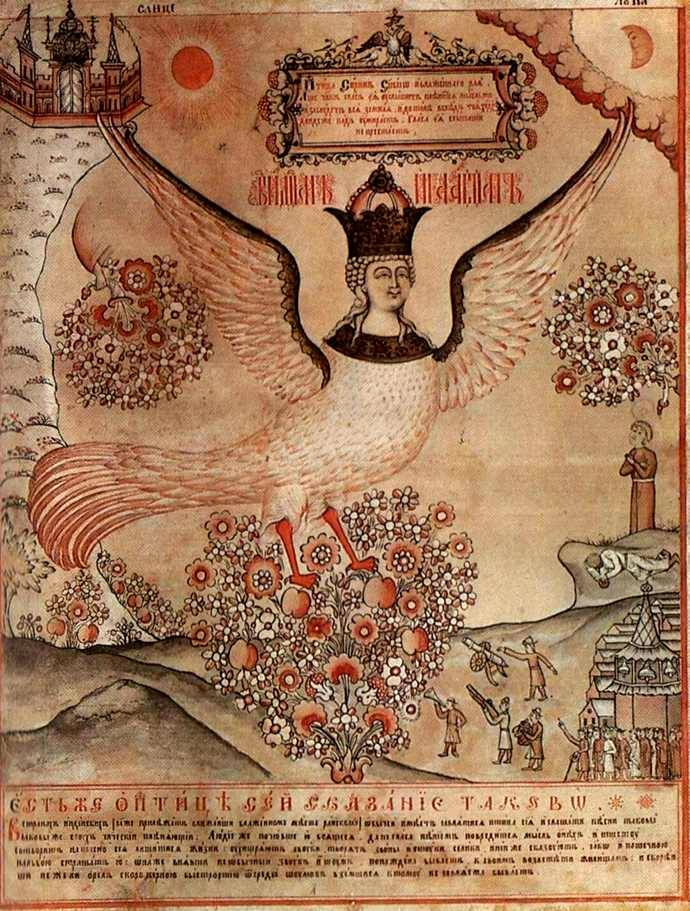
Sirin, ruská pohlednice z 19. století
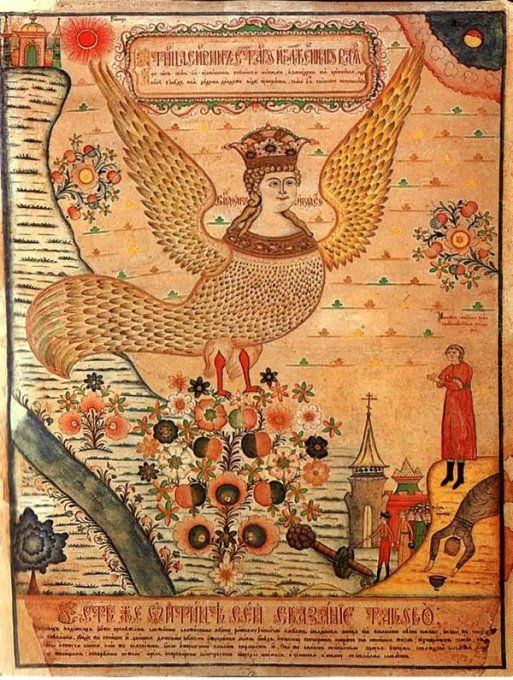
Sirin, ruská pohlednice z 19. století
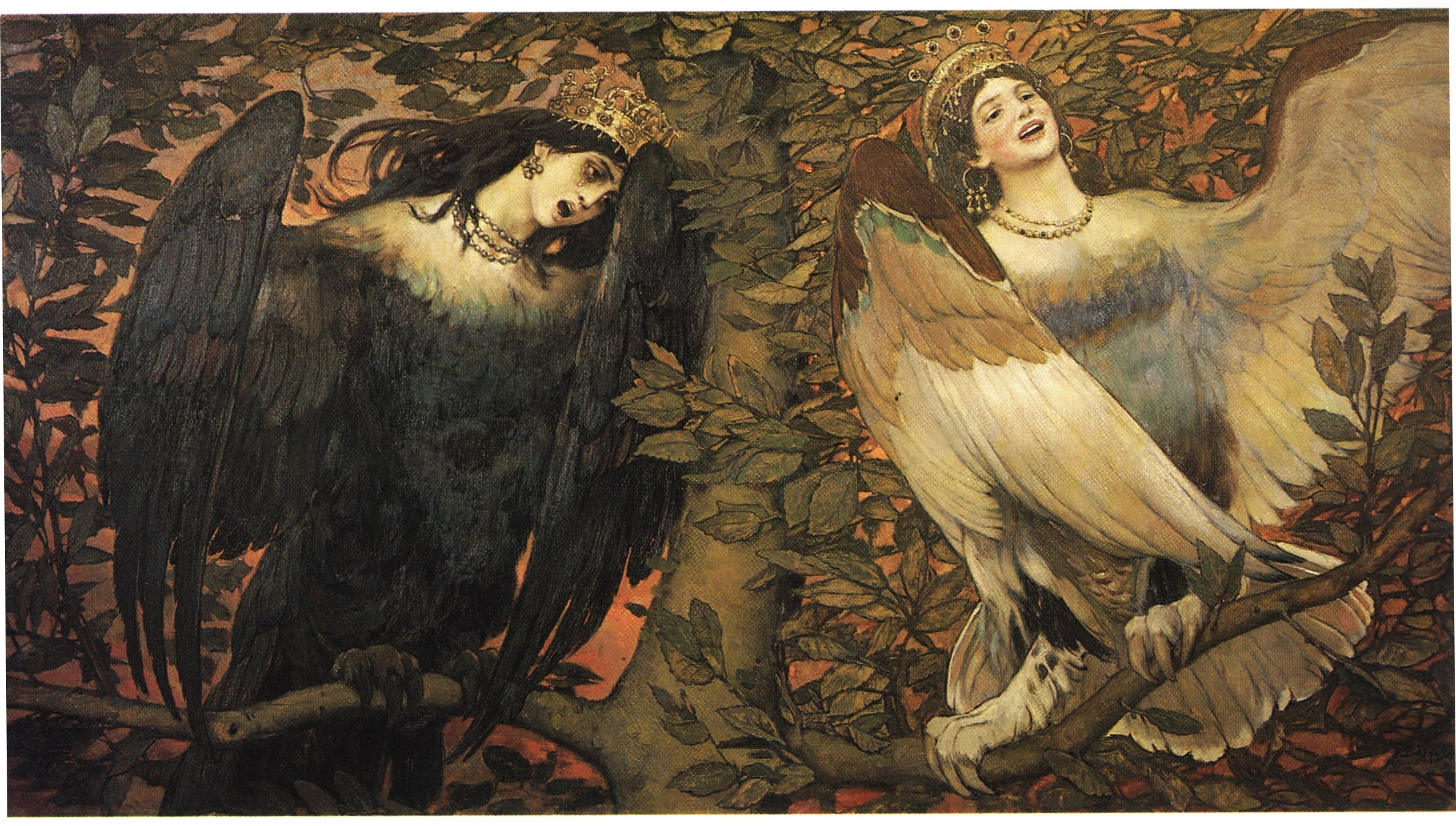
Viktor Michajlovič Vasněcov, Sirin a Alkonost (1896)
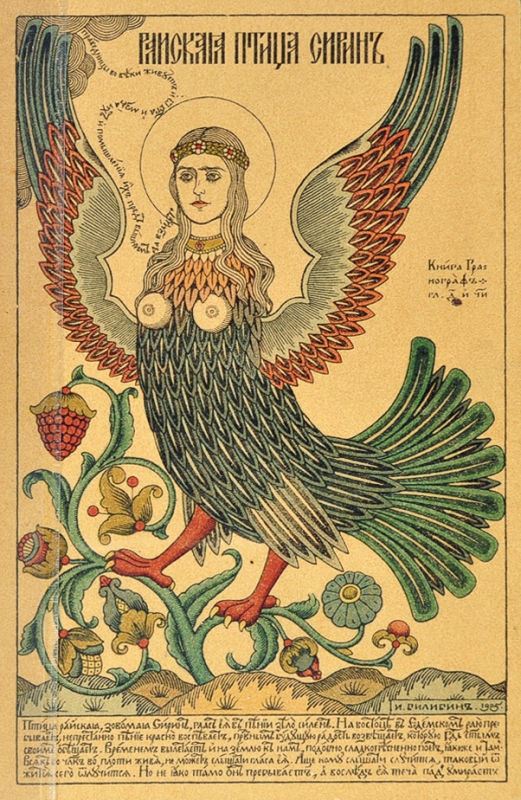
Sirin od Ivana Bilibina